# Орбітальна симетрія
Орбіта́льна симе́трія (рос. орбитальная симметрия, англ. orbital symmetry) — властивість атомної чи локалізованої молекулярної орбіталі, що характеризує її поведінку під дією операції молекулярної симетрії. Напр., при віддзеркаленні в площині симетрії фази орбіталей можуть не змінювати(симетрична орбіталь) чи змінювати знак (антисиметрична орбіталь). Основою для використання орбітальної симетрії в трактуванні хімічних реакцій є розгляд хімічних змін, які включають збереження орбітальної симетрії. Якщо якийсь елемент симетрії (напр., площина симетрії) зберігається впродовж усього шляху реакції, цей шлях є дозволеним за принципом збереження орбітальної симетрії, коли кожна із зайнятих молекулярних орбіталей молекули реактанту має такий же тип симетрії, як подібні зайняті молекулярні орбіталі молекули продукту. Це уможливлює побудову кореляційних діаграм для демонстрації перетворення молекулярних орбіталей (та змін їх енергій) при хімічних змінах(напр., при циклоприєднанні). Розгляд орбітальної симетрії часто спрощують, напр., допущення, що π-орбіталі карбонільної групи мають ту ж симетрію, як і π-орбіталі етену, полегшує розуміння правил, які вказують на те, чи дана перициклічна реакція проходитиме за термічних чи фотохімічних умов.
Збереження орбітальної симетрії (англ. conservation of orbital symmetry) — контроль синхронних реакцій за орбітальною симетрією, де вимагається, щоб перетворення молекулярних орбіталей реактантів у молекулярні орбіталі продуктів відбувалось неперервно по шляху реакції зі збереженням незмінною симетрії орбіталей. Реакції, де ця вимога виконується, називаються дозволеними за симетрією, якщо ні — то забороненими за симетрією.